# エドウイン
株式会社エドウイン（読みはエドウィン、英: EDWIN Co., Ltd.）は、デニム素材を中心とした日本のファッションブランド、繊維メーカー。

## 概要
1950年代に常見米八商店の商号から発展したTUNEMIは、中古ジーンズをアメリカから輸入し市場に提供していたが、1960年代に入り、日本で初めて独自の製法によりジーンズを製造・販売する。
「EDWIN」というブランド名は、デニム（DENIM）の「D」と「E」を逆転し、「NIM」を180度反転し「WIN」として命名されたアナグラム。東京の旧称「江戸」（EDO）と勝利（WIN）の意味を持つ。
日本テレビ系『TVジョッキー日曜大行進』の人気コーナー「奇人変人大会」では毎回優勝者にエドウインのジーンズが贈呈された。
また一時期はアメリカ・イタリアにも工場を設け、MADE IN U.S.A.シリーズ及びMADE IN ITALYシリーズを生産していたがこれは数年で中止されている。
所有する営業車のナンバーは、同社の代表的なブランドにちなんで「503」としており、車体色もデニムをイメージしたものにしている。
最近では著名人とのコラボレーションジーンズでも有名であり、速水もこみちや土屋アンナらがデザインしたジーンズが販売されている。
2012年8月、証券投資の失敗を隠すために不正経理を繰り返していた疑いがあることが報道された。報道を受けて同社では第三者委員会の設置などによる調査・適切な対応を行うとコメントした。不正経理の表面化から4ヶ月後の12月24日、この日からエドウインはブラッド・ピットを5年ぶりに起用した「503」の宣伝広告を公開したが、主要金融機関からの借入金690億円の返済が滞り、銀行団に対して返済計画を策定していた真っ最中に、3億は下らない広告費用を費やしたことから、メガバンク幹部はいら立ちを隠せなかったという。経営者一族が野放図な金融取引を行っていたことが経営悪化の要因となったが、そうなった背景には当時の社長である常見修二がワシントン大学で金融工学を学んだ経験を持っていたことによって驕りを抱いていたこと、企業統治が欠けていたことが指摘されている。
2013年11月26日、事業再生実務家協会に対し事業再生ADR手続きの利用を申請。その後受理された。
2014年3月10日、伊藤忠商事がスポンサー選定手続において、優先交渉権を獲得。エドウイン・ホールディングスの株式を100%取得し、スポンサー契約を締結したと発表した。債権者とギリギリの交渉が続いた結果、最終的には12億6000万円以下の債権者は全額一括弁済とし、それ以上は伊藤忠をスポンサーとした債権放棄と超長期弁済との折衷案で金融債権者間との合意を見るようになった。

## 特徴
エドウインのジーンズの特徴として、ペーパー・ブラシを用いてジーンズにヒゲを出したり、シェービングを用いて全体的な色落ち加工を施したり、ほつれを出すなどのダメージ加工が挙げられる。デザインの特徴としては、ポケットのWのステッチ、EDWINロゴを大きく配した皮ラベルなどが挙げられる。このデザインは1960年代のモデルから引き継がれているデザインである。

## 沿革
- 1947年 - 前身である（株）TUNEMIが中古ジーンズを輸入し販売を開始する。
- 1961年 - 日本で初めてデニム生地を輸入し、国産初のブルージーンズを販売する。
- 1963年 - 「359BF」の発売。
- 1975年 - 「オールドウオッシュ」の発売（中古加工の先駆けとなる）
- 1980年 - 「ストーンウオッシュ」の発売
- 1981年 - 「ロンドンスリム」をドイツで発表する。
- 1983年 - 日本国内販売第1位となる。
- 1987年 - リー・ジャパン（株）を買収する。
- 1994年 - 「505」シリーズ（ニューヴィンテージ）発売。
- 1997年 - 「503」シリーズ（ニューベーシック）発売。
- 2001年 - 東洋紡との共同でZYLONの開発、ZYLON-503の発売。
- 2008年 - 4月26日に日暮里駅前ビル「ステーションガーデンタワー」に日本最大の旗艦店「エドウイン・デニム・ギャラクシー」がオープン。
- 2018年 - 10月24日に本社が荒川から目黒駅前に初移転する。
- 2021年 - 前年から続く新型コロナウイルスの感染拡大により販売が激減。秋田県にある子会社「秋田ホーセ」4工場の閉鎖を決定（8月中旬までに生産終了）[13][14]。その後、7月に閉鎖されていた「秋田ホーセ」の本社工場がエドウインの商品開発や技術研究などを行うサンプルセンター（仮称）部門として再稼働することになった（従業員の一部を継続雇用）[14]。

## 日本で生産している主なブランド
- アルファ・インダストリーズ
- リー
- ラングラー
- カーハート
- リベルト
- サムシング
- フィオルッチ
- アメリカニーノ

## グループ企業
- 株式会社エドウイン直営店
- イー・ジーニング株式会社
- リー・ジャパン株式会社
- 株式会社アメリカ屋

## CM
- 「サムシング」のCMにエルザの「T'en va pas／哀しみのアダージョ」が使用され、話題となった。
- 1998年ごろ － EDWINキャラクターにブラッド・ピットが起用され、「503」のCMでの日本語の歌「ゴーマリソン～」が流行語となる。
- 2004年8月 － EDWINキャラクターに須藤元気
- 2004年8月 － MissEDWINキャラクターに金原杏奈

## スポンサー番組
- J-WAVE TOKYO MORNING RADIO（J-WAVE番組内のコーナー"SENCE OF WIT"のスポンサー　社歌である「俺は、どうだ」が流れる）
- 僕らの音楽 Our Music（フジテレビ系）
- 新堂本兄弟（フジテレビ系）
- 中居正広のミになる図書館
- 水曜プレミアシネマ
- Going!Sports&News
- にじいろジーン

以下は過去にスポンサードしていた番組
- タモリのSuperボキャブラ天国（フジテレビ系列）
- ASAYAN（テレビ東京系列）
- うたばん（TBS系列）
- ゴールデンラヴィット!（TBS系列）
- めちゃ×2イケてるッ!（フジテレビ系列）- 任天堂に交代
- 森田一義アワー 笑っていいとも! - 1995年ごろに番組後半のナショナルスポンサー枠で提供していたことがある。
- フジテレビ系日曜夕方6時台枠のアニメ
  - ツヨシしっかりしなさい（1994年ごろから提供）
  - ちびまる子ちゃん（1995年1月 - 2000年6月ごろまで提供。その後提供枠は中央出版や日本通運などが提供）
- 東京箱根間往復大学駅伝競走（テレビ中継）（日本テレビ系列）
- 浅草橋ヤング洋品店 （テレビ東京系列）
- ASAYAN（同上）